# 섬날여우박쥐
섬날여우박쥐 또는 태평양날여우박쥐(Pteropus tonganus)는 큰박쥐과에 속하는 박쥐의 일종이다. 지리적으로 널리 분포하며, 태평양에서 가장 널리 분포하는 날여우박쥐이다. 아메리칸사모아와 쿡 제도, 피지, 누벨칼레도니, 니우에, 파푸아뉴기니, 사모아, 솔로몬 제도, 통가 그리도 바누아투에서 발견된다.

## 특징
채색 분포가 다양하며, 등 쪽은 검은색 또는 암갈색이다. 외투는 오렌지색과 크림색빛 담황색, 황갈색을 띤다. 대퇴부 비막은 없다. 앞팔과 경골은 털이 없으며, 수컷의 털은 뻣뻣하고 짧으며 매끄럽다. 비행 중에는 바깥쪽으로 뻗은 날개는 아래에서 볼 때 반투명한 진한 갈색으로 보인다.

## 분포 및 서식지
섬날여우박쥐는 폴리네시아에 널리 분포한다. 파푸아뉴기니와 솔로몬 제도, 사모아, 통가, 쿡 제도, 투발루, 토켈라우, 니우에, 바누아투, 누벨칼레도니, 피지, 왈리스 푸투나에 분포한다. 때로는 섬 사이를 이동하며, 일반적인 서식지는 열대 습윤 숲과 망그로브 숲 그리고 농장이다.

## 습성
대부분의 박쥐처럼 섬날여우박쥐는 야행성 동물이며, 수관층 높은 곳에서 집단적으로 모여 지낸다. 숲과 절벽 그리고 습지의 저지대를 좋아한다. 암컷은 매년 한 마리의 새끼를 낳고, 가끔 쌍둥이를 낳기도 한다. 섬날여우박쥐는 과식성 동물이며, 꽃가루와 꽃꿀을 먹는다. 양목면의 중요한 꽃가루 매개자이고, 다른 종의 매개자일 수 있다.

## 보전 상태
국제 자연 보전 연맹(IUCN)은 넓은 분포 지역과 추정되는 큰 개체수때문에 섬날여우박쥐를 "관심대상종"으로 분류하고 있다. 일부 섬에서는 식용으로 사냥을 하고, 또한 벌목을 위한 기존 숲의 악화와 농장과 경작지로의 전환때문에 위협을 받고 있다. 개체수가 감소 추세를 보이고 있지만, 좀더 위협받는 보전 등급으로 지정될 정도는 아니다.

## 관련된 바이러스
박쥐는 자연 숙주로 잘 알려져 있으며 RNA와 DNA 바이러스 모두의 매우 큰 다양성을 보이는 자연 저장소로 추정되며, 일부는 신생 감염과 질병 발생의 책임이 있다. 2014-2015년 동안에 통가의 4군데 섬날여우박쥐 서식지에서 발견된 배설물에서 바이러스 샘플이 채취되었다. 5종의 사이클로바이러스와 14종의 제미서큘라바이러스 신종을 포함한 48종의 단일 가닥 DNA 바이러스가 회수된 DNA 염기서열 분석을 통해 밝혀졌다. 3종의 바이러스는 연속적인 여러 해 동안 샘플로 채취되었고, 6종이 여러 곳에서 발견되었으며 섬날여우박쥐 집단과 지속적인 관련성을 갖고 있음을 시사하고 있다.